# Anilios chamodracaena
Anilios chamodracaena — вид змій родини сліпунів (Typhlopidae). Ендемік Австралії.

## Поширення і екологія
Anilios chamodracaena мешкають на півночі і заході півострова Кейп-Йорк в штаті Квінсленд. Вони живуть в рідколіссях і саванах.